# NGC 6393
NGC 6393 é uma galáxia espiral (S?) localizada na direcção da constelação de Draco. Possui uma declinação de +59° 31' 55" e uma ascensão recta de 17 horas, 30 minutos e 08,5 segundos.
A galáxia NGC 6393 foi descoberta em 7 de Julho de 1885 por Lewis A. Swift.